# Hanuš Wihan
Hanuš Wihan (Police nad Metují, 5 giugno 1855 – Praga, 1º maggio 1920) è stato un violoncellista ceco. Molto noto e stimato, era considerato il più grande del suo tempo.
Era fortemente collegato alle opere di Antonín Dvořák, il cui Concerto per violoncello in si minore, il Rondo in sol minore e il breve brano Silent Woods gli erano tutti dedicati. Fu il fondatore e più tardi violoncellista del Quartetto Boemo, famoso in tutto il mondo per i suoi 40 anni di esistenza.

## Biografia
Hanuš Wihan nacque a Police nad Metují e studiò con František Hegenbarth (1881-1887) al Conservatorio di Praga dall'età di 13 anni, finendo gli studi con Karl Davydov al Conservatorio di San Pietroburgo. Diventò insegnante al Mozarteum di Salisburgo a 18 anni. Entrò nell'orchestra privata di un mecenate russo a Nizza e Lugano, poi passò all'orchestra di Benjamin Bilse a Berlino (il precursore della Berliner Philharmoniker) per un anno, dove il primo violino era il suo connazionale Karel Halíř; poi all'orchestra del principe Schwarzenburg a Sondershausen, dove divenne amico intimo di Franz Liszt e all'orchestra di corte di Monaco, in cui Franz Strauss era primo corno. Rimase a Monaco per otto anni, unendosi alla cerchia di Hans von Bülow, Richard Wagner (che lo ingaggiò per suonare al Festival di Bayreuth) e il figlio di Franz Strauss, Richard. Richard Strauss dedicò il suo Quartetto d'archi in la, op. 2 a Wihan e agli altri membri del Walter String Quartet (Benno Walter, Michael Steiger e Anton Thoms) che avevano dato la sua prima esecuzione. Strauss dedicò a Wihan anche la sua Sonata per violoncello in fa, op. 6 (presentata per la prima volta a Norimberga l'8 dicembre 1883). Sempre per Wihan scrisse la Romanza per violoncello e orchestra, ma non la dedicò a lui; Wihan la eseguì in anteprima il 15 febbraio 1884 a Baden-Baden.
Allora Hanuš Wihan era sposato con Dora (nata Weis), pianista di Dresda. Dora si innamorò di Richard Strauss, che aveva cinque anni meno di lei. Non ci sono prove che la relazione sia stata consumata o che lo sarebbe mai stata, ma Wihan era molto geloso per natura e questo portò alla rottura del matrimonio tra Dora e Hanuš. Egli allora tornò alla sua università di Praga.

## Opere
Ebbe una carriera di grande successo come virtuoso e insegnante, succedendo al suo insegnante Hegenbarth nel 1888 e andò spesso in tournée come solista e musicista da camera, in particolare in Russia dal 1894. Ciajkovskij lo sentì esibirsi in un concerto a Praga nel 1888 e si offrì di aiutare a organizzare alcune apparizioni in Russia. Spesso chiedeva consiglio a Karl Jul'evič Davydov e manteneva una corrispondenza regolare con Davydov e Ciajkovskij.

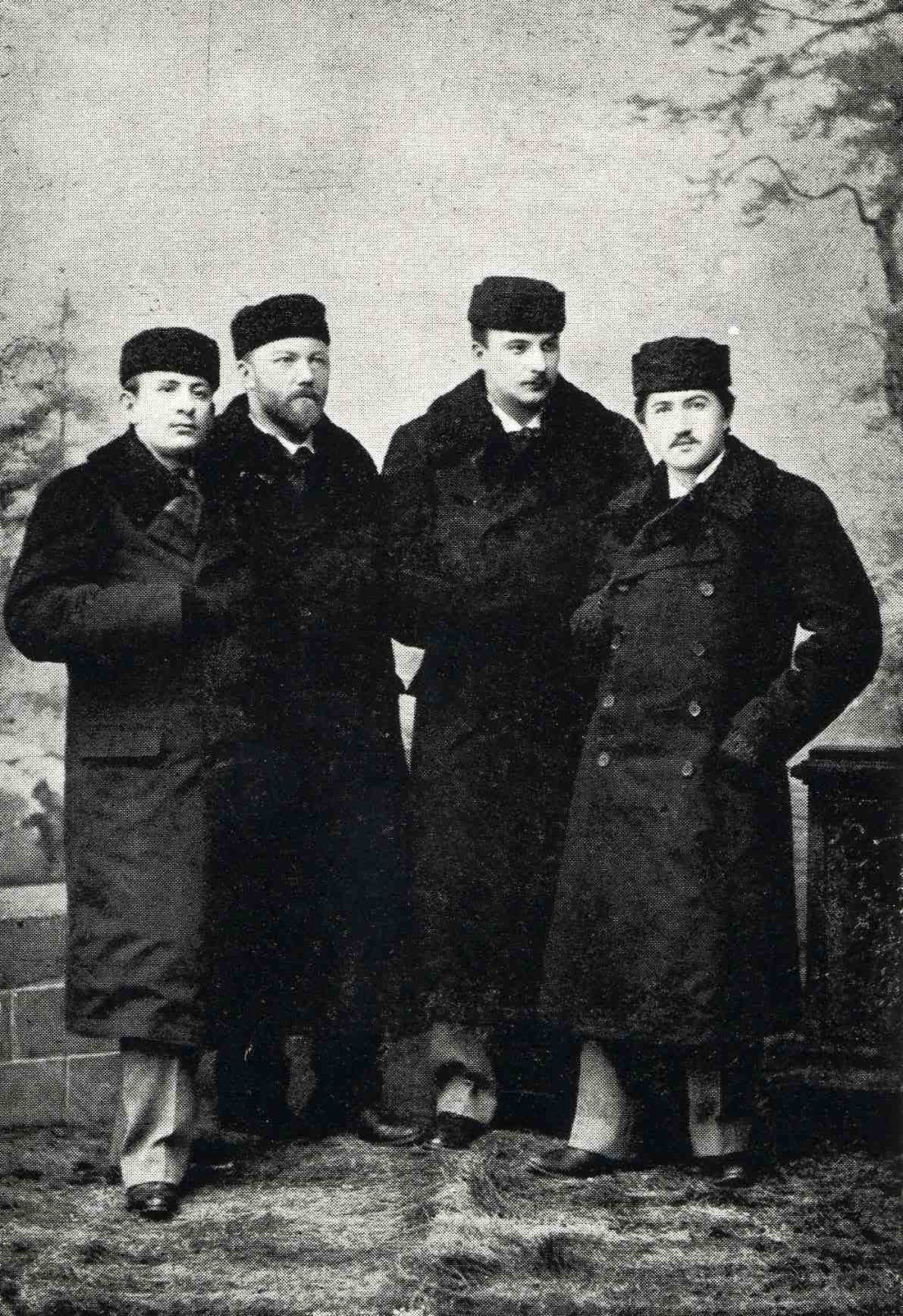
Membri del Quartetto Boemo; i membri, da sinistra a destra, sono Karel Hoffmann, Hanuš Wihan, Oskar Nedbal e Josef Suk

Nel 1891 Hanuš Wihan formò il Quartetto Boemo con i violinisti Karel Hoffmann e Josef Suk e il violista Oskar Nedbal, tutti allievi di Antonín Bennewitz e il suo allievo di violoncello Otakar Berger. All'inizio non suonò con loro, ma instillò in loro le sue idee e gestì le loro esibizioni. Nel 1892 fu adottato il nome Quartetto d'archi ceco. Wihan riempì il vuoto quando Otakar Berger si ammalò nel 1893 e si unì permanentemente al gruppo dopo la morte di Berger nel 1897. Il Quartetto fece tournée in molti paesi europei, legandosi fortemente al Quartetto d'archi n. 1 in mi minore From My Life di Bedřich Smetana e Sergei Taneyev in Russia ne rimase particolarmente colpito, suonò con loro in varie occasioni e dedicò loro il suo Quartetto d'archi n. 4.
Nel 1892 Wihan fece un tour di cinque mesi delle città ceche con Antonín Dvořák e Ferdinand Lachner, durante il quale Dvořák scrisse il Rondò in sol minore, che Wihan presentò per la prima volta a Chrudim. Il trio presentò anche in anteprima il Dumky Trio di Dvořák (1891).
Wihan aveva chiesto a Dvořák di scrivere un concerto per violoncello per lui, ma il compositore aveva sempre sostenuto che un concerto non era il modo migliore per mostrare i punti di forza di un violoncello, poiché sarebbe stato sommerso dall'orchestra. Tuttavia, nel 1894-95, Dvořák scrisse il Concerto per violoncello in si minore a New York, avendo in mente che l'avrebbe suonato Hanuš Wihan. Wihan avanzò vari suggerimenti per migliorare, alcuni dei quali Dvořák accettò. Ma non avrebbe accettato la cadenza suggerita da Wihan per il movimento finale in quanto si scontrava con la sua idea del movimento come tributo alla cognata gravemente malata. Era previsto che Wihan avrebbe eseguito la prima dell'opera a Londra il 19 marzo 1896, ma i suoi obblighi contrattuali con il Quartetto per archi ceco si scontrarono con l'unica data possibile per la prima. Il solista era il poco conosciuto Leo Stern. Non c'era verità in una voce secondo cui i due uomini avrebbero avuto qualche tipo di litigio sulla questione. Wihan si esibì al concerto de L'Aia (sotto la direzione di Willem Mengelberg, o Dvořák), Amsterdam e Budapest (l'ultimo sotto la direzione del compositore) e prese parte alla prima del Quartetto in sol maggiore op. 106 di Dvořák, quell'anno. La partitura originale di Dvořák, prima di essere cambiata con le modifiche suggerite da Wihan, fu descritta come "molto più musicale" e questa versione è stata eseguita di quando in quando.
Wihan suonò con il Quartetto per archi ceco per alcuni anni e nelle ultime fasi della sua carriera ridusse le sue apparizioni come solista e musicista da camera e apparve esclusivamente con il Quartetto. Nel 1906 Lionel Tertis lavorò con il Quartetto e notò l'abitudine di Wihan di sputare sul pavimento durante le prove. Si ritirò nel 1914, ma stabilì che gli fosse pagato il 20% dei guadagni del Quartetto fino alla sua morte. Fu sostituito nel Quartetto da Ladislav Zelenka. Nel 1919, nella riorganizzazione del Conservatorio di Praga, fu nominato professore di musica da camera e professore di violoncello e mantenne questi incarichi fino alla sua morte l'anno successivo. Tra i suoi allievi c'erano Artur Krása, Otakar Berger, Jan Burian, Julius Junek, Rudolf Pavlata, Maximilian Škvor e Bedřich Vaska.
Morì a 64 anni il 1º maggio 1920, l'esatto anniversario della morte di Dvořák nel 1904.
Nel 1985 fu istituito il Quartetto Wihan in memoria di Hanuš Wihan dai membri dell'Accademia di Praga.